# Fluoride

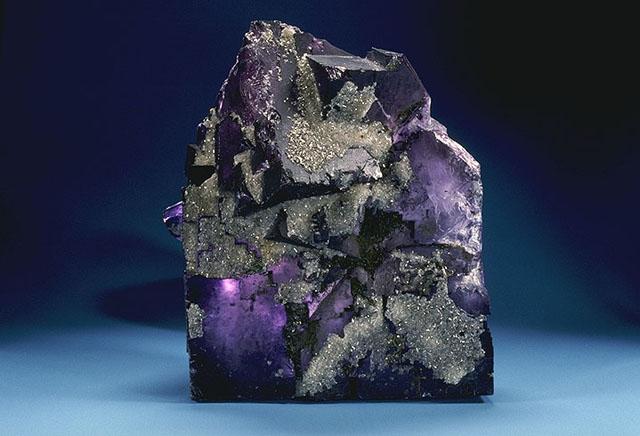
Fluoriet is een natuurlijk voorkomend calciumfluoride.

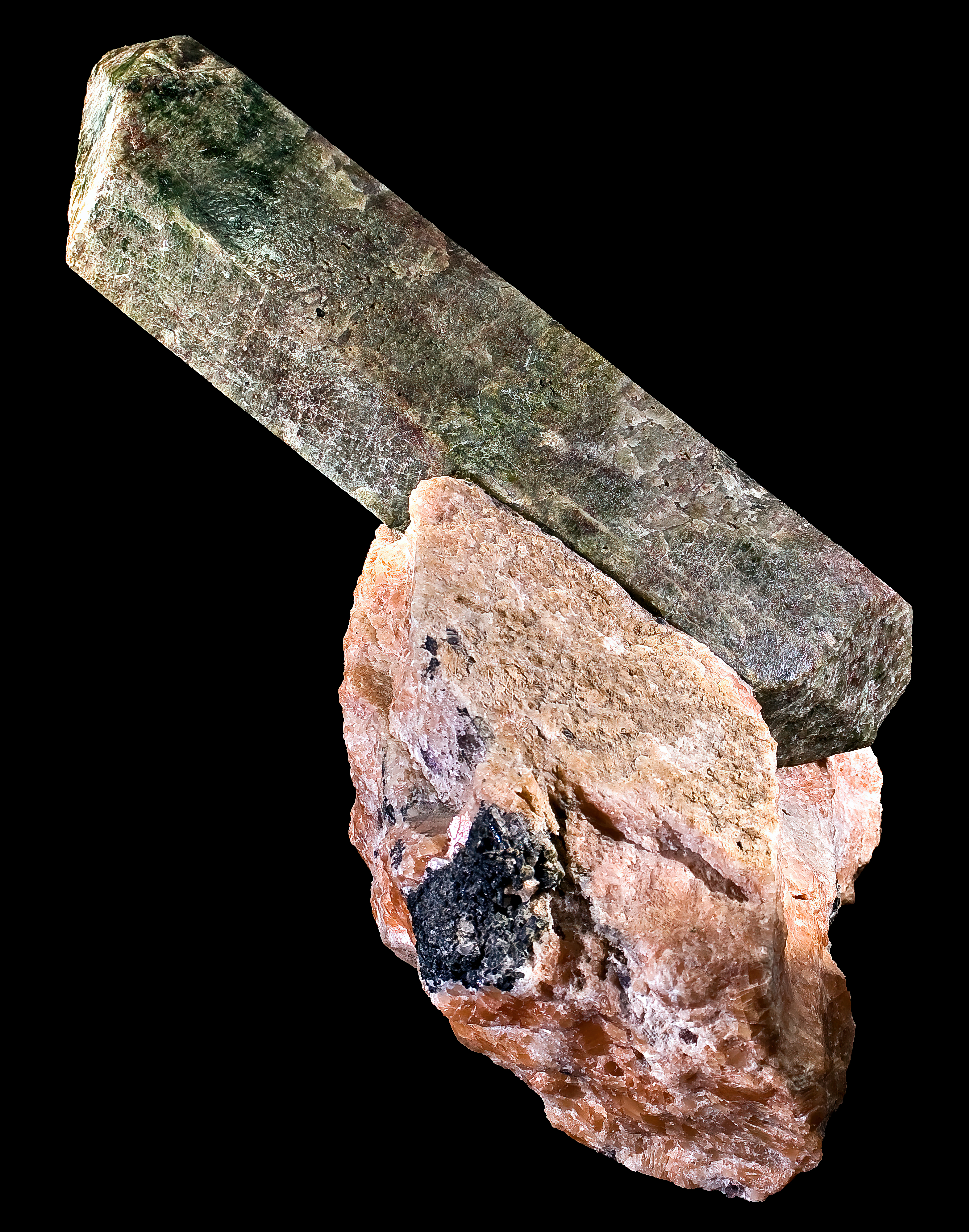
Kristal van fluorapatiet ingebed in calciet

Fluoride is een aanduiding voor het anion van fluor (F−). Fluoriden zijn verbindingen van fluor met één ander element, doorgaans zouten, maar in ruimere zin worden alle verbindingen (anorganische en organische) die het element bevatten aangeduid als fluoriden.
Aangezien fluor tot de groep der halogenen behoort, vormt het een eenwaardig negatief geladen ion. Omdat elementair fluor zeer gemakkelijk reageert met andere stoffen, komt het niet vrij in de natuur voor, maar vormt het fluoridezouten met een metaal of een polaire verbinding met niet-metalen, zoals koolstof. De hoge elektronegativiteit van fluor is de belangrijkste oorzaak voor de stabiliteit van dergelijke polaire fluorverbindingen: zo is de binding met koolstof of silicium bijzonder stabiel. Dit kan een technisch voordeel zijn, maar ook een biologisch nadeel, indien het als giftige stof in het milieu niet afbreekt, zoals PFAS.
Er zijn talrijke fluoriden bekend. Kryoliet, calciumfluoride en natriumfluoride worden veel gebruikt in de industrie; die laatste is ook een van de fluoriden die in tandpasta verwerkt wordt. Verder is de woordgelijkenis tussen fluoride en fluorescentie geen toeval: veel fluoriden, waaronder fluoriet, kunnen onder omstandigheden licht uitstralen.

## Biologische werking
Fluor is in de vorm van fluoriden een sporenelement dat, weliswaar in minieme hoeveelheid, essentieel is voor de opbouw van de tanden. Fluoriden komen van nature overal in het milieu voor, onder andere in grondwater, vis en schelpdieren, en als vloeispaat. De meest voorkomende fluoriden zijn, in normale concentraties, niet giftig. Enkele fluoridezouten zijn bioaccumuleerbaar, zodat langdurige blootstelling vermeden moet worden; voor nierpatiënten die gedialyseerd worden, kan dat een probleem zijn. Voortdurende blootstelling aan te veel fluoride kan leiden tot fluorose.
In veel verbindingen is het fluoride echter zo stabiel en sterk gebonden dat het biologisch inert (onwerkzaam) is, bijvoorbeeld in teflon, vloeispaat en de halfedelsteen apatiet. Bij fluoriden met een biologische werking berust die meestal op verdringing van andere halogenen. Er zijn aanwijzingen dat fluoriden giftiger zijn in aanwezigheid van aluminium.

### Gebruik tegen tandbederf
Fluoride maakt tanden harder. In lage concentraties, in de orde van één per miljoen, worden fluoriden gebruikt in volksgezondheidstoepassingen; fluoriden zoals natriumfluoride, natriumfluorofosfaat (SMFP), tin(II)fluoride (SnF2) en aminfluoride worden gebruikt in tandpasta en mondwater. Verder zijn er fluoridehoudende vullingen voor tanden en geven veel tandartsen hun patiënten halfjaarlijkse fluoridebehandelingen tegen cariës.
Wanneer tandpasta fluoride bevat, is het raadzaam om deze niet in te slikken. Botontkalking kan door fluoride verergeren, en ook dialysepatiënten moeten oppassen met fluor. Wie geen fluoride mag of wil hebben, kan fluoridevrije tandpasta kopen. Tandpasta voor jonge kinderen bevat minder fluoride omdat zij de tandpasta soms inslikken.

#### Waarschuwingstekst
Per 19 januari 2009 is een waarschuwingstekst verplicht op fluoride bevattende tandpasta’s voor kinderen tot en met 6 jaar. De tekst luidt: ‘Gebruik voor kinderen van zes jaar of jonger niet meer tandpasta dan de grootte van een erwt. Zorg dat ze zo weinig mogelijk tandpasta inslikken. Raadpleeg een (tand)arts als uw kind fluoride in een andere vorm gebruikt’.

#### Fluoridering
In sommige landen, met name Ierland, de Verenigde Staten en Canada wordt een deel van het drinkwater gefluorideerd. In Nederland en België wordt geen fluoride aan het drinkwater toegevoegd. Het gebruik van fluoride ter voorkoming van cariës begon in Amerika in de jaren 30 van de 20e eeuw, toen de gunstige effecten merkbaar werden van onbedoelde fluoridering van bronwater door de zware industrie.

## Fluoride in de chemie
In chemisch opzicht vormt fluoride een buitenbeentje in de halogenidenreeks:
- In tegenstelling tot de andere halogeniden is zilverfluoride wel goed oplosbaar in water (1800 g/L)[4]
- De fluorides van calcium en barium zijn slecht oplosbaar in water, de fluorides van deze elementen worden zelfs bereid in neerslagreacties in water, de andere halogeniden zijn juist goed tot zeer goed oplosbaar in water,

## Voorbeelden van industrieel gebruik

Het gat in de ozonlaag, van 1957 tot 2001, mede veroorzaakt door CFK's

- Calciumfluoride (CaF2) is het meest voorkomende en meest gebruikte fluoride. Het is een van de weinige eenvoudige fluoriden die niet oplossen in water en heeft vele toepassingen. Zo is het een voorname grondstof voor gips en waterstoffluoride. De vorm die in de natuur voorkomt staat bekend als fluoriet of vloeispaat. Zuiver CaF2 is een doorzichtige stof die gemakkelijk fluoresceert en gebruikt wordt in optische apparatuur.
- Waterstoffluoride is een zuur dat gebruikt wordt bij het etsen van glas en van wafers die de basis vormen van geïntegreerde schakelingen; verder wordt het gebruikt om aluminium te zuiveren, zodat fluorverbindingen worden aangetroffen in de rookgassen van de (aluminium)industrie. Het heeft nog legio andere toepassingen.
- Ook cryoliet wordt gebruikt in de winning van aluminium uit bauxiet; dit heeft nog de bijzondere eigenschap onder water nagenoeg onzichtbaar te zijn.
- Uraniumhexafluoride dat gemakkelijk gasvormig te maken is, wordt om die reden gebruikt in ultracentrifuges; door het gas met zeer hoge snelheid rond te draaien worden de zware isotopen van uranium naar buiten geslingerd, waarna de lichtere variant gewonnen wordt, een proces dat bekendstaat als het verrijken van uranium.
- Zwavelhexafluoride, een gasvormige inerte stof die als isolator wordt gebruikt in hoogspanningsapparatuur.
- Diverse bestrijdingsmiddelen bevatten fluoride. Sulfurylfluoride is een gasvormig insecticide en houtbeschermingsmiddel. Fluazinam is een gewasbeschermingsmiddel. In hoge concentraties (in de orde van 10% of hoger) wordt natriumfluoride verwerkt in rattengif, insecticiden en houtbeschermingsmiddelen.
- Freon was een bekend, veilig, stabiel en niet-giftig koudemiddel, drijfgas en blusmiddel, maar werd samen met andere CFK's praktisch verboden. Juist vanwege hun stabiliteit vormen deze stoffen een bedreiging voor de ozonlaag. Ter vervanging zijn nu de complexere waterstoffluorkoolwaterstoffen in opkomst.

## Acute fluorideblootstelling
Ziekte door acute fluorideblootstelling is tamelijk zeldzaam. Alleen wanneer grote hoeveelheden direct in het lichaam gebracht worden, treden acute ziekteverschijnselen op. Een uitzondering geldt echter voor nierdialyse. In plaats van de veertien liter drinkwater die een gemiddeld persoon per week gebruikt, krijgen dialysepatiënten ruim het twintigvoudige binnen, meer dan 300 liter. De stoffen daaruit belanden bovendien rechtstreeks in de bloedbaan.
Vanaf de jaren tachtig voorkomt men het stapelen van fluoride bij dialyse door het gebruik van filters, maar om onduidelijke redenen worden bij dialysepatiënten toch verhoogde fluoridewaarden in de weefsels gemeten die tot pijnlijke botafwijkingen kunnen leiden. Mogelijk kunnen zij de normale hoeveelheid fluoride in het milieu of in gefluorideerd water niet verwerken, maar minstens een onderzoek ziet een samenhang met hun behandeling.